# Paralympische Zomerspelen 2008
De XIIIe Paralympische Zomerspelen hadden plaats in Peking, de hoofdstad van de Volksrepubliek China. De Spelen duurden van 6 tot en met 17 september. Er deden zo'n 4.200 sporters uit 148 landen mee. Een maand eerder werden in Peking de Olympische Spelen gehouden.
De voorzitter van het organiserende Internationaal Paralympisch Comité, Phil Craven verklaarde tijdens de sluitingsceremonie dat het "de beste Paralympics aller tijden waren".
Bij de wedstrijden was een recordaantal bezoekers aanwezig; 1,29 miljoen. Dit was bijna de helft meer dan bij de vorige editie toen er zo'n 890.000 toeschouwers waren.

## Sporten
Op het programma stonden 20 paralympische sporten. Voor het eerst werd er geroeid. De links verwijzen naar het artikel over de paralympische variant van de betreffende sport.
- Atletiek
- Bankdrukken
- Basketbal
- Boccia
- Goalball
- Boogschieten
- Judo
- Paardensport
- Rugby
- Roeien
- Schermen
- Schietsport
- Tafeltennis
- Tennis
- CP-voetbal
- Blindenvoetbal
- Volleybal
- Wielersport
- Zeilen
- Zwemmen

## Fakkeltocht
Net als bij de "gewone" Spelen wordt het paralympisch vuur via een estafette naar het Olympisch Stadion gebracht waar het vuur tijdens de Spelen zal branden. Het was de bedoeling om in 2008 een internationale fakkeltocht en een uitgebreide nationale tocht te houden. Het organisatiecomité besloot echter om het internationale deel te schrappen en de nationale tocht te beperken als gevolg van de aardbeving te Sichuan in mei 2008. Dit om zich te kunnen focussen op de reddingswerkzaamheden en de zorg om de slachtoffers.

## Kalender
De volgende tabel geeft het programma van de Spelen per dag. Een blauw vakje betekent dat er die dag wedstrijden op het programma stonden maar dat er geen medailles waren te winnen. Een geel vakje geeft aan dat er die dag medailles vielen te winnen en het getal staat voor het aantal finales.
|  | Openingsceremonie |  | Wedstrijden |  | Wedstrijden met medailles |  | Sluitingsceremonie |

| september           | 6 Za | 7 Zo | 8 Ma | 9 Di | 10 Wo | 11 Do | 12 Vr | 13 Za | 14 Zo | 15 Ma | 16 Di | 17 Wo | Aantal |
| ------------------- | ---- | ---- | ---- | ---- | ----- | ----- | ----- | ----- | ----- | ----- | ----- | ----- | ------ |
| Atletiek            |      |      | 10   | 20   | 17    | 10    | 16    | 20    | 18    | 19    | 25    | 5     | 160    |
| Bankdrukken         |      |      |      | 3    | 4     | 2     |       | 3     | 4     | 2     | 2     |       | 20     |
| Basketbal           |      |      |      |      |       |       |       |       |       | 1     | 1     |       | 2      |
| Boccia              |      |      |      | 4    |       |       | 3     |       |       |       |       |       | 7      |
| Boogschieten        |      |      |      |      |       |       |       | 4     | 3     | 2     |       |       | 9      |
| Goalball            |      |      |      |      |       |       |       |       | 2     |       |       |       | 2      |
| Judo                |      | 4    | 4    | 5    |       |       |       |       |       |       |       |       | 13     |
| Paardrijden         |      |      | 2    | 4    | 3     | 2     |       |       |       |       |       |       | 11     |
| Roeien              |      |      |      |      |       | 4     |       |       |       |       |       |       | 4      |
| Rugby               |      |      |      |      |       |       |       |       |       |       | 1     |       | 1      |
| Schermen            |      |      |      |      |       |       |       |       | 3     | 3     | 2     | 2     | 10     |
| Schietsport         |      | 2    | 2    | 2    | 2     | 2     | 2     |       |       |       |       |       | 12     |
| Tafeltennis         |      |      |      |      | 5     | 11    |       |       |       | 4     | 4     |       | 24     |
| Tennis              |      |      |      |      |       |       |       | 1     | 3     | 2     |       |       | 6      |
| Voetbal (5 tegen 5) |      |      |      |      |       |       |       |       |       |       |       | 1     | 1      |
| Voetbal (CP)        |      |      |      |      |       |       |       |       |       |       | 1     |       | 1      |
| Volleybal           |      |      |      |      |       |       |       |       | 1     | 1     |       |       | 2      |
| Wielersport         |      | 5    | 5    | 7    | 4     |       | 15    | 4     | 4     |       |       |       | 44     |
| Zeilen              |      |      |      |      |       |       |       | 3     |       |       |       |       | 3      |
| Zwemmen             |      | 16   | 18   | 16   | 12    | 13    | 16    | 14    | 18    | 17    |       |       | 140    |
| Ceremonies          |      |      |      |      |       |       |       |       |       |       |       |       |        |
| Aantal              |      | 27   | 41   | 61   | 46    | 45    | 52    | 49    | 56    | 51    | 36    | 8     | 472    |

## Medaillespiegel

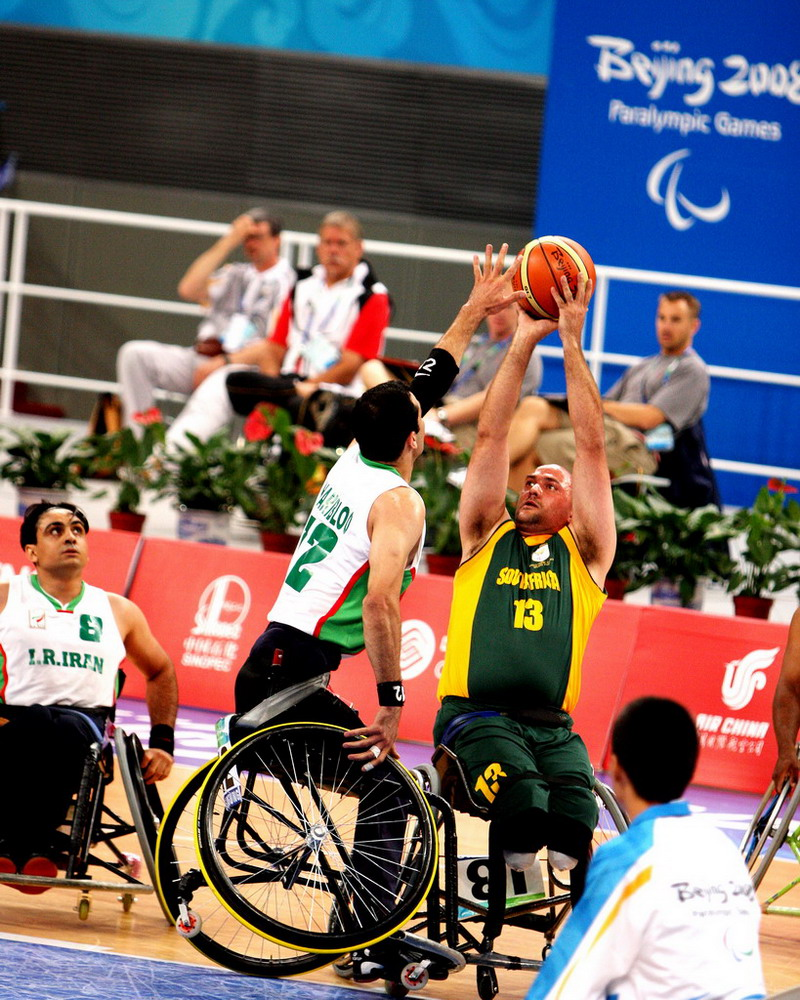
Een fragment uit een basketbalwedstrijd

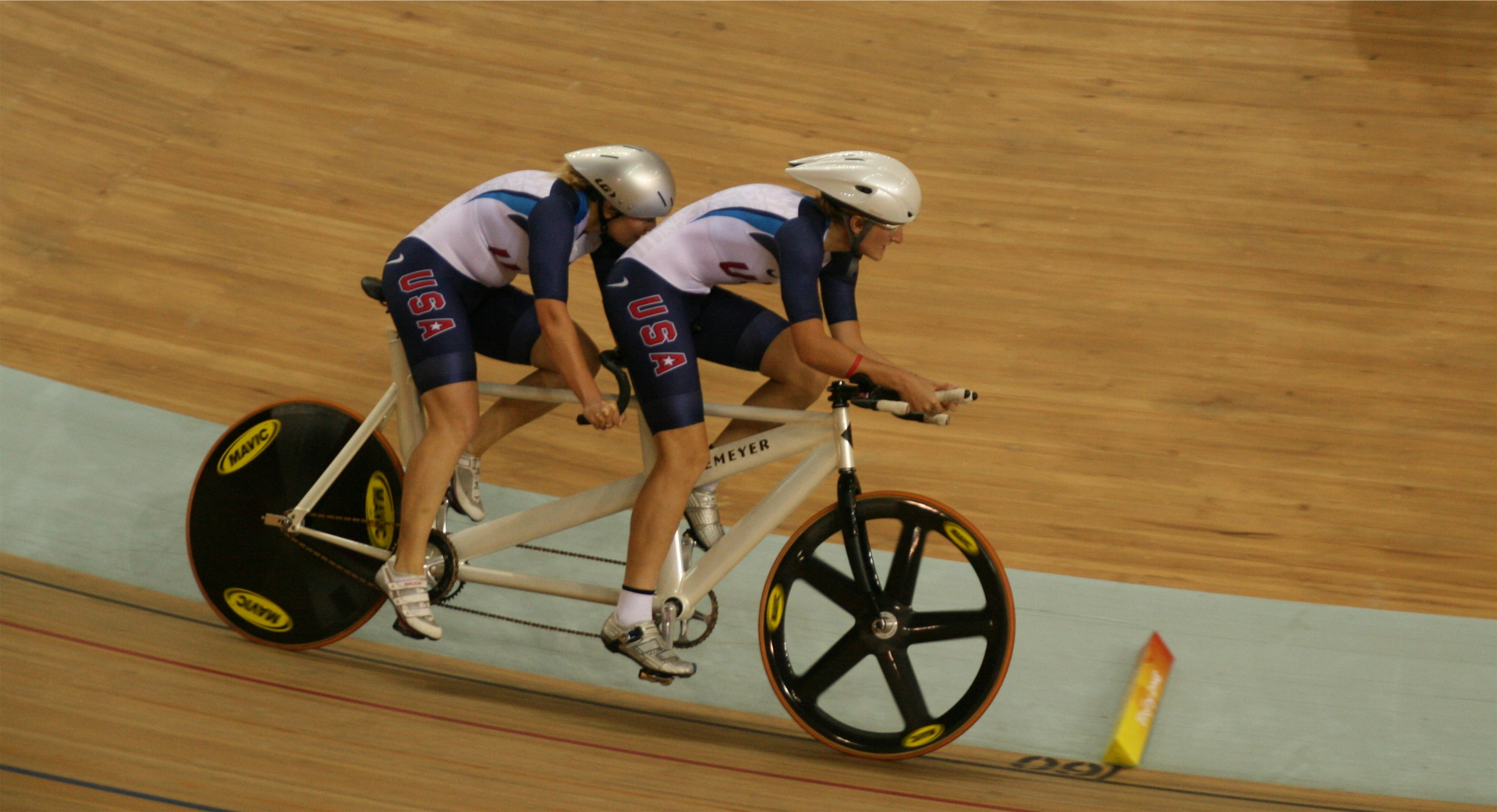
Een tandem tijdens het baanwielrennen

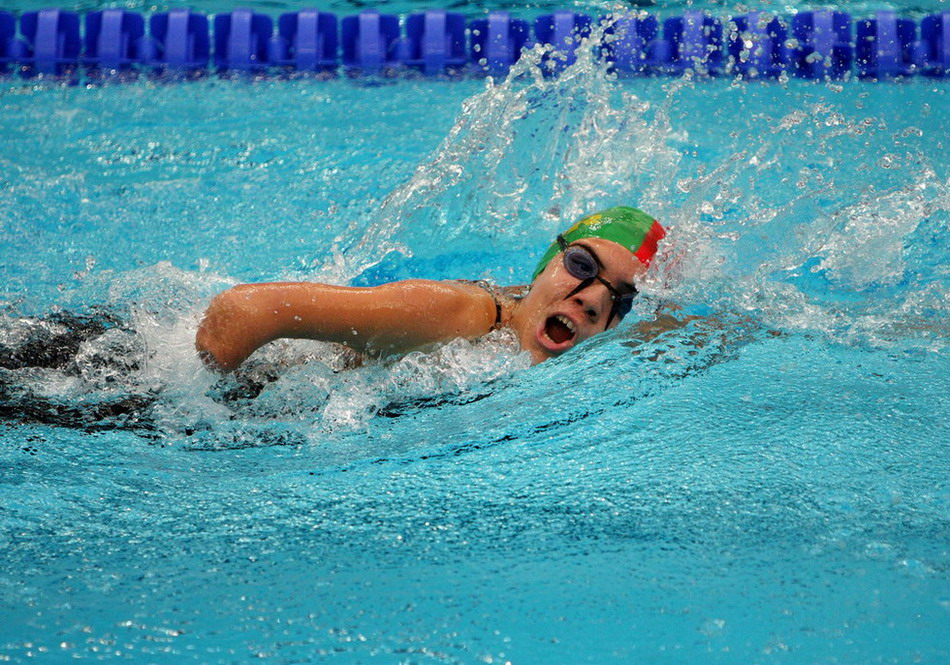
Een zwemster bij de vrije slag

Er werden op 472 onderdelen gouden, zilveren en bronzen medailles uitgereikt. Het IPC stelt officieel geen medaillespiegel op, maar geeft desondanks een medailletabel ter informatie. In de spiegel wordt eerst gekeken naar het aantal gouden medailles, vervolgens de zilveren medailles en tot slot de bronzen medailles.
China eindigde als eerste in de medaillespiegel, net als vier jaar eerder. Net als toen legde Groot-Brittannië beslag op de tweede plaats. De Verenigde Staten eindigde als derde. Voor Nederland was de 19e plaats weggelegd, voor België de 69e. Suriname won geen medaille.
De onderstaande tabel geeft de top-10, aangevuld met België en Nederland. In de tabel heeft het gastland een blauwe achtergrond.
| Plaats | Land             | NPC | Goud | Zilver | Brons | Totaal |
| 1      | China            | CHN | 89   | 70     | 52    | 211    |
| 2      | Groot-Brittannië | GBR | 42   | 29     | 31    | 102    |
| 3      | Verenigde Staten | USA | 36   | 35     | 28    | 99     |
| 4      | Oekraïne         | UKR | 24   | 18     | 32    | 74     |
| 5      | Australië        | AUS | 23   | 29     | 27    | 79     |
| 6      | Zuid-Afrika      | RSA | 21   | 3      | 6     | 30     |
| 7      | Canada           | CAN | 19   | 10     | 21    | 50     |
| 8      | Rusland          | RUS | 18   | 23     | 22    | 63     |
| 9      | Brazilië         | BRA | 16   | 14     | 17    | 47     |
| 10     | Spanje           | ESP | 15   | 21     | 22    | 58     |
|        |                  |     |      |        |       |        |
| 19     | Nederland        | NED | 5    | 10     | 7     | 22     |
|        |                  |     |      |        |       |        |
| 69     | België           | BEL | 0    | 0      | 1     | 1      |

## Belgische medaille
België won één medaille; brons.
| Medaille | Naam      | Sport       | Onderdeel                             |
| -------- | --------- | ----------- | ------------------------------------- |
| Brons    | Jan Boyen | Wielersport | Mannen, achtervolging op de baan, LC2 |

## Nederlandse medailles
Nederland won vijf keer goud, tien keer zilver en zeven keer brons.
| Medaille | Naam | Sport       | Onderdeel                                  |
| -------- | --- | ----------- | ------------------------------------------ |
| Goud     | Pieter Gruijters | Atletiek    | Mannen, speerwerpen, F55/56                |
| Goud     | Esther Vergeer | Tennis      | Vrouwen, rolstoel, enkelspel               |
| Goud     | Korie Homan Sharon Walraven | Tennis      | Vrouwen, rolstoel, dubbelspel              |
| Goud     | Mirjam de Koning | Zwemmen     | Vrouwen, 100 meter rugslag, S6             |
| Goud     | Mirjam de Koning | Zwemmen     | Vrouwen, 50 meter vrije slag, S6           |
| Zilver   | Annette Roozen | Atletiek    | Vrouwen, 100 meter, T42                    |
| Zilver   | Annette Roozen | Atletiek    | Vrouwen, verspringen, F42                  |
| Zilver   | Robin Ammerlaan | Tennis      | Mannen, rolstoel, enkelspel                |
| Zilver   | Korie Homan | Tennis      | Vrouwen, rolstoel, enkelspel               |
| Zilver   | Jiske Griffioen Esther Vergeer | Tennis      | Vrouwen, rolstoel, dubbelspel              |
| Zilver   | Monique van der Vorst | Wielersport | Vrouwen, tijdrit op de weg, HC-A/HC-B/HC-C |
| Zilver   | Alfred Stelleman Jacco Tettelaar | Wielersport | Mannen, tijdrit op de baan, B&VI           |
| Zilver   | Monique van der Vorst | Wielersport | Mannen, wegwedstrijd, HC-A/HC-B/HC-C       |
| Zilver   | Mirjam de Koning | Zwemmen     | Vrouwen, 100 meter vrije stijl, S6         |
| Zilver   | Mirjam de Koning | Zwemmen     | Vrouwen, 400 meter vrije stijl, S6         |
| Brons    | Sanneke Vermeulen | Judo        | Vrouwen, tot 70 kg, B3                     |
| Brons    | Nico Blok | Tafeltennis | Mannen, enkelspel S6/7                     |
| Brons    | Kelly van Zon | Tafeltennis | Vrouwen, enkelspel S6/7                    |
| Brons    | Maikel Scheffers | Tennis      | Mannen, rolstoel, enkelspel                |
| Brons    | Sanne Bakker Karin van der Haar Karin Harmsen Paula List Djoke van Marum Jolanda Slenter Elvira Stinissen Josien ten Thije Rika de Vries Petra Westerhof | Volleybal   | Vrouwen, team                              |
| Brons    | Mike van der Zanden | Zwemmen     | Mannen, 100 meter vlinderslag, S10         |
| Brons    | Chantal Boonacker | Zwemmen     | Vrouwen, 100 meter rugslag, S7             |

## Deelnemende landen
Aan de Paralympische Spelen deden 146 Nationale Paralympische Comités (NPC's) mee. Alhoewel het niet correct is, wordt een NPC vaak met een land gelijkgesteld. Wat opvalt is de deelname van de Faeröer en van Macau. Beide entiteiten hebben geen Nationaal Olympisch Comité en doen daarom niet mee aan de Olympische Spelen. Tijdens de Spelen waren 162 NPC's aangesloten bij het IPC.
De volgende NPC's werden tijdens de Spelen door een of meerdere sporters vertegenwoordigd: